# Collostroma gelatinosum
Collostroma gelatinosum är en svampart som beskrevs av Petr. 1947. Collostroma gelatinosum ingår i släktet Collostroma, divisionen sporsäcksvampar och riket svampar.   Inga underarter finns listade i Catalogue of Life.